# Sant'Andrea di Bozio
Sant'Andrea di Bozio (in francese Sant'Andréa-di-Bozio, in corso Sant'Andria di Boziu) è un comune francese di 88 abitanti situato nel dipartimento dell'Alta Corsica nella regione della Corsica.
Il comune è stato creato con il decreto imperiale di Napoleone III del 24 agosto 1857 unendo i comuni di Arbitro, Rebbia e Piedicorte di Bozio (con la frazione di Poggio). La denominazione Sant'Andrea di Bozio venne accettata senza troppe difficoltà i tre consiglieri comunali all'epoca fecero riferimento alla chiesa parrocchiale di Sant'Andrea (costruita nel 1722) da cui il nome dell'antica pieve di Bozio, per differenziarlo dagli altri tre comuni che hanno come nome “Sant’Andrea” (Sant'Andrea di Cotone, Sant'Andrea d'Orcino e già Sant'Andrea di Tallano prima della fusione con Santa Lucia di Tallano).

## Monumenti e luoghi d'interesse
- Chiesa di Sant'Andrea, costruita nel 1722

## Società

### Evoluzione demografica
Abitanti censiti